# Jonska razmena
Jonska razmena je postupak koji uključuje upotrebu jonskih izmenjivača koji mogu vezati jone iz rastvora, a otpuštati jednaku (ekvivalentnu) količinu vlastitih jona. Jonski izmenjivači su uglavnom visokopolimerni jedinjenja (postoje i mineralni) koji imaju svojstvo da vežu jone iz rastvora, a pri tome oslobađaju jednaku količinu istoimeno naelektrisanih jona. Jon jonske smole sadrži različite kopolimere čvrsto vezane u trodimenzionalanu strukturu na koju su pričvršćene jonske grupe. Zavisno od strukture postoje katjonski i anjonski izmenjivači. Upotrebljavaju se za prečišćavanje različitih rastvora, lekova, omekšavanje ili demineralizovanje vode i drugo.
Jonska izmena je postupak pri kojem se koristi sposobnost određenih materija da jone iz vlastitog molekula zamene za jone iz rastvora. Jonski izmenjivači su nerastvorne visokomolekularne materije (jonske smole), s pozitivnim ili negativnim nabojem, koje jone izmenjuju bez vidljivih fizičkih promena. Prema hemijskom sastavu jonski izmenjivači mogu biti neorganski ili organski, te prirodni ili sintetski. S obzirom na ulogu dele se na katjonske ili anjonske jonske izmenjivače. Vanjski oblik jonske smole je različit, te mogu biti u obliku cevi, kuglica, vlakana ili membrane. Različiti zahtevi prečišćavanja otpadne vode primenom jonske izmene pri uklanjanju neželjenih jona iz vode mogu se postići primenom samo jedne vrste jonske smole ili kombinacijom više njih.
Prirodni neorganski alumosilikatni izmenjivači su gline (npr. montmorilonit) i zeoliti (npr. analcit, kabazit), a sintetski gel permutiti (za omekšavanje vode). Prirodni organski izmjenjivači su npr. ugljeni i celuloza, koja su hidrofilne i porozne naravi, pa je izmena jona brza. Ona može biti neobrađena ili obrađena uvođenjem izmenjivačkih grupa. U modernoj laboratorijskoj praksi prirodni jonski izmenjivači zamenjeni su sintetskim produktima, jonskim smolama koje datiraju negde od polovine 20. veka. Važni su i sintetski gelni izmenjivači dobijeni iz poprečno vezanog dekstrana (Sephadex) ili poliakrilamida (Bio-Gel). To su i molekularna sita. Svi navedeni jonsko-izmenjivački materijali nerastvorni su u vodi, ali mogu izmenjivati vlastite pokretljive protivjone sa jonima iz okolnog medija, npr. iz morske vode koja sadrži oko 0,7 mol/dm3 elektrolita. 

## Vrste jonske izmene
Minerali rastvoreni u vodi sastoje se od čestica sa električnim nabojem – jona. Tako npr, kalcijum karbonat se sastoji od pozitivno naelektrisanog jona (katjona) kalcijuma i negativno jona (anjona) bikarbonata. Neki prirodni i sintetički materijali imaju svojstvo uklanjanja jona minerala iz vode, te njihove zamene s drugim jonima. Postoje dve vrste tzv. jonskih masa koje se zbog svojih svojstva koriste u sistemima za obradu napojne vode: katjonske i anjonske.

### Katjonske mase za jonske izmenjivače
Katjonske mase za jonske izmenjivače reaguju samo sa katjonima kalcijuma (Ca+2) i magnezijuma (Mg+2). Iako ima više tipova katjonskih masa, one najčešće rade u tzv. ciklusu s vodonikom. To znači da se nakon zasićenja njihova regeneracija, odnosno obrnuti proces od odvajanja katjona iz vode, vrši pomoću hlorovodonične (HCl) ili sumporne (H2SO4) kiseline. 

### Anjonske mase za jonske izmenjivače
Anjonske mase reaguju samo s anjonima bikarbonata (HCO3-) i anjonima sulfata (SO4-2). Pored što na sebe vežu, te iz vode uklanjaju anjone kiselina, tzv. jako bazne anjonske mase imaju svojstvo da iz vode uklanjaju takođe ugljen dioksid (CO2) i silicijum (Si). Anjonske mase rade u tzv. ciklusu s hidrooksidom te se, nakon zasićenja, one regenerišu u obrnutom procesu s natrijumovom lužinom (NaOH) ili s amonijum hidrooksidom (NH4OH). 
Za vodu koja prolazi kroz katjonski i anjonski izmenjivač se kaže da je prošla kroz proces demineralizacije, a tako obrađena voda je demineralizovana voda koja se sastoji samo od jona vodonika i jona hidroksida; dakle od čiste vode.

## Literatura
- Betz Laboratories (1976). Handbook of Industrial Water Conditioning (7th изд.). Betz Laboratories.
- Ion Exchangers (K. Dorfner, ed.), Walter de Gruyter, Berlin, 1991.
- C. E. Harland, Ion exchange: Theory and Practice,  The Royal Society of Chemistry, Cambridge, 1994.
- Friedrich G. Helfferich (1962). Ion Exchange. Courier Dover Publications. ISBN 978-0-486-68784-1.
- Kemmer, Frank N. (1979). The NALCO Water Handbook. McGraw-Hill.
- Ion exchange (D. Muraviev, V. Gorshkov, A. Warshawsky),  M. Dekker, New York, 2000.
- A. A. Zagorodni, Ion Exchange Materials: Properties and Applications, Elsevier, Amsterdam, 2006.
- SenGupta, Arup K. (2017). Ion exchange in environmental processes: fundamentals, applications and sustainable technology. Hoboken, NJ. ISBN 978-1-119-42125-2. OCLC 1001290476.
- Dr., I., & Luqman, M (2012). Ion Exchange Technology I : Theory and Materials. Springer Netherlands..
- Harland, C. E (1994). Ion exchange : theory and practice (2nd ed.). The Royal Society of Chemistry..

## Spoljašnje veze
- Illustrated and well defined chemistry lab practical on ion exchange from Dartmouth College
- Some applets illustrating ion exchange processes
- A simple explanation of deionization
- Ion exchange, BioMineWiki Архивирано 2020-08-11 на сајту